# Herb Białej Spiskiej
Herb Białej Spiskiej przedstawia na tarczy w polu czerwonym srebrny dzwon kościelny.
Herb znany od XV wieku, w obecnej wersji przyjęty został 24 marca 1982 roku.
Do XV wieku miasto miało w herbie postać świętego Antoniego Pustelnika patrona miejscowego kościoła. Jednym z atrybutów tego świętego jest dzwonek (laska w formie krzyża egipskiego z zawieszonym dzwonkiem).